# وزارة الحربية البافارية

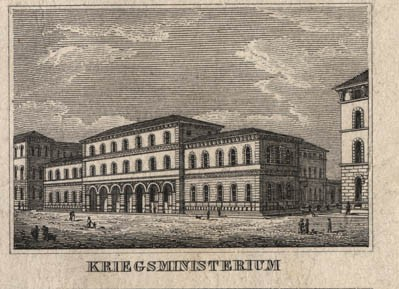
وزارة الحرب البافارية في ميونيخ، 1833

وزارة الحرب (بالألمانية: Kriegsministerium)‏ كانت وزارة للشؤون العسكرية في مملكة بافاريا، أسست على يد الوزير ماكسيميليان الأول جوزيف ملك بافاريا في 1 أكتوبر 1808. كانت تقع في شارع لودفيغ  في ميونيخ. يضم المبنى اليوم، الذي بناه ليو فون كلينزي بين عامي 1824 و1830، مكتب السجلات العامة البافارية، Bayerisches Hauptstaatsarchiv und Staatsarchiv München .

## التاريخ
كانت الوزارة المؤسسة المتعاقبة للمجلس الملكي البافاري Hofkriegsrat (مجلس حرب المحاكم، الذي تأسس في عام 1620) والمؤسسات التابعة لها التي كانت مسؤولة عن الجيش: